# Cantonul Marseille-Notre-Dame-Limite
Cantonul Marseille-Notre-Dame-Limite este un canton din arondismentul Marseille, departamentul Bouches-du-Rhône, regiunea Provence-Alpes-Côte d'Azur, Franța.